# Stevenson Ranch (Kalifornien)
Stevenson Ranch ist ein census-designated place (CDP) im Westen des Los Angeles County im US-Bundesstaat Kalifornien. Das U.S. Census Bureau hat bei der Volkszählung 2020 eine Einwohnerzahl von 20.178 ermittelt.

## Geographie
Stevenson Ranch liegt im Santa Clarita Valley am Fuß der Santa Susana Mountains. Die Interstate 5 verläuft im Osten von Stevenson Ranch. Am Rande der modernen Siedlung liegt die Geisterstadt Mentryville.

## Geschichte
Anfang der 1980er Jahre wurde das Gebiet durch die Dale Poe Development Corp. erworben. Ende 1985 genehmigte das Los Angeles County Board die Errichtung von 4378 Ein- und Mehrfamilienhäusern sowie Wohnhochhäusern. Der Bau von Gebäuden für ca. 10.000 Haushalte begann 1988, nachdem auch im übrigen Santa Clarita Valley ein Bauboom eingesetzt hatte.
Zu Beginn der 1990er Jahre wurde die Dale Poe Development Corp. von mehreren Seiten verklagt. Dies betraf insbesondere die Qualität der errichteten Gebäude und die fehlende Erschließung. Auch die zunehmende Umweltverschmutzung traf die umliegenden Gegenden. Nach einem tödlichen Verkehrsunfall der Firmeninhaber erwarb die Lennar Corp. aus Florida die Rechte an Stevenson Ranch. Weitere Häuser für 1500 Haushalte wurden ab 1996 errichtet.
2001 kam es in Stevenson Ranch zu einer mehrstündigen Schießerei, als ein Haftbefehl vollstreckt wurde. Nachdem ein Polizist erschossen worden war, wurde eine Gasflasche in das verbarrikadierte Haus geworfen. Das Haus brach zusammen und begrub den tödlich verletzten Verbrecher.
Die Stadt Santa Clarita, die Stevenson Ranch umgibt, wünschte die Eingemeindung von Stevenson Ranch.
Im Zensus wird Stevenson Ranch erst seit 2010  (damals 17.557 Einwohner) geführt.

## Trivia
Fast alle Außenszenen der Serie Weeds – Kleine Deals unter Nachbarn wurden hier gedreht.